# Memories (MAN WITH A MISSIONの曲)
「Memories」（メモリーズ）は、MAN WITH A MISSIONの楽曲で、6枚目のシングル。2016年1月27日にSony Music Records（Sony Music Labels）から発売された。

## 概要
- 前作『Raise your flag』から約4ヶ月ぶりのリリース。
- アルバム『The World's On Fire』の先行シングル。
- 表題曲「Memories」はJR東日本「JR SKI SKI」CMソングに起用された。
- 発売形態は、完全生産限定盤のみ。
- 本作はもともとは配信限定でCD化の予定は無かった、がCD化の希望が殺到した為10000枚限定で完全生産限定盤として発売された。

## 収録曲
1. Memories [4:40]
作詞：Kamikaze Boy, Jean-Ken Johnny / 作曲：Kamikaze Boy / 編曲：MAN WITH A MISSION, 大島こうすけ
  - JR東日本「JR SKISKI」2015年度CMソング[2]
2. whatever you had said was everything(ENG ver.) [4:36]
作詞・作曲：Jean-Ken Johnny / 編曲：MAN WITH A MISSION, 大島こうすけ